# 록히드 F-104 스타파이터
록히드 F-104 스타파이터(Lockheed F-104 Starfighter)는 미국의 단좌, 고성능, 초음속 요격기로, 1958년부터 1969년까지 미국 공군에서 운용되었다. 센추리 시리즈 중 하나로, 1975년 단계적으로 폐지되기 전까지 미국 주방위군에서 사용되었다. 미항공우주국(NASA)에서는 1994년 은퇴 전까지 초음속 비행 시험과 우주비행 프로그램에 F-104 유형의 혼성팀을 운용하였다. 하지만 잦은 고장과 불안정한 구조로 인해 많은 사망사고가 끊이지 않았다.
미공군 F-104C가 베트남전에서 운용되었고, F-104는 인도-파키스탄 전쟁에서 파키스탄 공군이 잠시 운용되었다. 중화민국 공군의 F-104는 진먼 포격전 당시 중국 인민해방군 공군과 교전했다.
미 공군과의 시간은 짧았지만 스타파이터는 다른 NATO 및 동맹국들과 함께 훨씬 더 지속적인 성공을 거두었다. 1958년 10월, 서독은 F-104를 주력 전투기로 선택했다. 곧 캐나다가 네덜란드, 벨기에, 일본, 이탈리아와 함께 그 뒤를 이었다. 1975년 록히드가 구매 계약을 확보한 많은 외국 군 및 정치 인사들에게 뇌물을 지급한 사실이 밝혀지면서 스타파이터의 수출 성공은 타격을 입었지만, 유럽 국가들은 그 당시 역사상 가장 큰 국제 제조 프로그램인 건설 컨소시엄을 구성했다.
스타파이터는 결국 15명의 공군과 함께 비행했지만, 특히 루프트바페 서비스에서의 열악한 안전 기록은 상당한 비판을 가져왔다. 독일군은 1961년부터 1989년까지 916대의 항공기 중 292대와 116명의 조종사를 잃었고, 높은 사고율로 인해 독일 국민들로부터 위트웬마허(위도우메이커)라는 별명을 얻었다. 최종 생산 버전인 F-104S는 이탈리아 공군을 위해 에어리탈리아가 만든 전천후 요격미사일이다. 2004년에 현역에서 은퇴했지만, 여러 대의 F-104S는 플로리다에 본사를 둔 스타파이터 주식회사와 함께 민간 운영 중이다.
스타파이터는 대부분의 현대 항공기보다 동체에 훨씬 뒤에 얇고 뭉툭한 날개가 부착된 래디컬 디자인을 특징으로 한다. 날개는 뛰어난 초음속 및 고속 저고도 성능을 제공했지만 회전 능력과 높은 착륙 속도도 좋지 않았다. 마하 2를 달성한 최초의 생산 항공기이자 자체 동력으로 이륙한 후 100,000ft (30,000m) 고도에 도달한 최초의 항공기였다. 스타파이터는 1958년에 항공 속도, 고도 및 상승 시간에 대한 세계 기록을 세웠으며 세 가지를 동시에 보유한 최초의 항공기가 되었다. 또한 M61 벌컨 기관포을 장착한 최초의 항공기이기도 했다.

## 개발배경
록히드의 수석 엔지니어인 클래런스 "켈리" 존슨은 1951년 12월 한국을 방문했다. 미국 공군 조종사들과 면담하여 그들이 어떤 성능의 전투기를 원하는지를 물어보았다.
한국에 배치된 미국 공군 조종사들은 F-86 세이버를 몰고 소련 공군의 미그 15와 공중전을 벌였다. 미국 전투기가 더 대형이고 복잡함에도 불구하고, 많은 미국 조종사들은 미그 15의 성능이 더 우세했다고 생각했다. 조종사들은 작고 단순하고 고성능인 전투기를 요구했다. 이러한 면담 결과에 따라, 존슨은 미국에 돌아와서 즉시 새로운 전투기 개발을 시작했다. 1952년 3월 그의 팀이 구성되었으며, 3.6톤부터 23톤까지 다양한 크기의 전투기 디자인들을 연구했다. 한국전쟁의 미국 조종사들이 작은 기체를 요구함에 따라, 존슨 팀은 원하는 성능을 달성하기 위해, 록히드는 하나의 강력한 엔진과 함께 12,000파운드(5,400kg)의 무게가 나가는 작고 단순한 항공기를 선택했다. 선택된 엔진은 현대의 디자인과 비교하여 극적으로 향상된 성능의 엔진인 새로운 General Electric J79 터보젯이었다. 단일 J79에 의해 구동되는 작은 디자인은 Temporary Design Number L-246을 발행했고, 결국 제공된 프로토타입 스타파이터와 본질적으로 동일하게 유지되었다. 록히드는 프로토타입 모델 083을 지정했다.
존슨은 1952년 11월 5일 미국 공군에 새로운 전투기 개념을 제시했고, 그들은 아직 비행하지 않은 북미 F-100을 보완하고 궁극적으로 대체할 경량 전투기에 대한 일반적인 작전 요구 사항을 만들 만큼 충분히 관심이 있었다. 이 요구 사항을 위해 3개 회사가 추가로 최종 후보에 이름을 올렸다: 시제품 XF-91 썬더셉터의 개선된 버전인 AP-55를 사용한 리퍼블릭 항공, 결국 F-107로 진화한 NA-212를 사용한 북미 항공, 그리고 또 다른 J79 동력의 엔트리인 N-102 팡을 사용한 노스롭 코퍼레이션. 비록 3개의 최종 후보 회사의 제안은 강력했지만, 록히드는 극복할 수 없는 선두 출발임을 입증했고, 1953년 3월 12일 두 개의 시제품에 대한 개발 계약을 승인받았다. 이들은 "XF-104"라는 이름이 주어졌다.
작업은 빠르게 진행되었고, 4월 말에 점검을 위한 모의실험이 준비되었고, 곧 두 개의 프로토타입에 대한 작업이 시작되었다. 한편, J79 엔진은 준비되지 않았다. 두 프로토타입은 대신 암스트롱 시들리 사파이어의 라이센스 제작 버전인 라이트 J65 엔진을 사용하도록 제작되었다. 첫 번째 프로토타입은 1954년 초까지 록히드의 버뱅크 시설에서 완성되었고, 에드워즈 AFB에서 3월 4일에 처음 비행했다. 계약에서 첫 비행까지 총 시간은 1년 미만이었다.
F-104의 개발은 결코 비밀이 아니었지만, 미국 공군이 F-104의 존재를 처음 밝혔을 때 항공기에 대한 막연한 설명만 제공되었다. XF-104가 1954년에 처음 비행했음에도 불구하고 1956년까지 항공기의 사진은 대중에게 공개되지 않았다. 1956년 4월 YF-104A의 공개 공개에서 엔진 입구는 금속 덮개로 가려졌다. M61 벌컨 기관포를 포함한 눈에 보이는 무기들도 숨겨져 있었다. 비밀에도 불구하고, 아직 보이지 않는 F-104를 렌더링한 예술가의 모습은 실제 디자인에 매우 가까웠던 1954년 9월 파퓰러 메카닉스에 등장했다.
이 프로토타입은 1954년 2월 28일 택시 시험 중 공중으로 도약하여 짧은 거리 동안 지상에서 약 5피트(1.5m) 거리를 비행했지만 첫 비행으로 간주되지 않았다. 3월 4일, 록히드 테스트 파일럿 토니 르비어(Tony LeVier)는 첫 공식 비행을 위해 XF-104를 비행했다. 그는 랜딩 기어 후퇴 문제로 인해 계획보다 훨씬 짧은 21분 동안 비행했다. 두 번째 프로토타입은 몇 주 후 총기 발사 시험 중에 파괴되었으며, 이 때 이젝터 좌석의 해치가 터지면서 조종석을 감압시키고 기관포 사고가 항공기를 마비시켰다고 착각하여 조종사가 배출하게 했다. 그럼에도 불구하고 1955년 11월 1일 나머지 XF-104는 미국 공군에 받아들여졌다.

## 실전기록

### 진먼 포격전
1958년 8월, F-104로 작전 준비태세를 확립한 지 불과 몇 달 후, 중화인민공화국이 중화민국(ROC)에 맞서 분쟁 중인 섬인 퀘모이(Quemoy)와 마주(Matsu)에서 강력한 포격전을 시작한 후, 제83 FIS는 대만의 방공 및 억제 임무에 할당되었다. 1954년 제1차 타이완 해협 위기 이후 포격 전투가 계속되었고, 인민해방군 공군은 최근 중화민국 공군(ROCAF)에 대항하기 위해 200대의 MiG-15와 MiG-17을 본토의 비행장으로 재배치했다. 대만에 배치된 F-104 조종사 중 한 명인 하워드 "스크래피" 존슨 대령에 따르면, 스타파이터들의 존재는 PLAAF가 "레이더 화면에서 그들을 추적하고... 뒤로 기대어 앉아 경외심에 머리를 긁적일" 정도였다고 한다.
9월 10일, 첫 번째 F-104는 C-124 글로브마스터 II 수송기에 의해 분해되어 대만에 도착했다. 이것은 항공 수송이 전투기를 장거리로 이동시키는 데 사용된 최초의 사례였다. 도착 후 30시간 이내에 Crosley J. Fitton 중위는 83번째 비행기 중 첫 번째 비행기를 공중에 띄웠고, 9월 19일까지 전체 부대가 주야간 경계 태세에 준비되었다. F-104는 공중 우위를 입증하기 위해 마하 2의 속도로 대만과 중국 본토 사이를 여러 차례 초음속으로 비행했으며, 10월 6일 휴전이 합의된 후 철수하기 전에는 직접적인 적 교전이 없었지만 스타파이터는 상당한 억제 효과를 제공했다. 태평양 공군 총사령관인 USAF 장군 Laurence Kuter는 F-104A가 "대만 해협 양쪽에 엄청난 인상을 남겼다"고 보고했다.

### 베를린 위기
1961년 베를린 위기 때, 존 F. 케네디 대통령은 8월 30일 연합군의 베를린 접근을 차단하려는 소련의 움직임에 대응하여 148,000명의 주방위군과 예비군에게 현역으로 복무할 것을 명령했다. 21,067명이 ANG 소속으로 18개 전투기 편대, 4개 정찰 편대, 6개 수송 편대, 전술통제단을 구성했다. 1961년 11월 1일, USAF는 3개의 ANG 전투기 요격 편대를 추가로 동원했다. 10월 말과 11월 초, 전술 전투기 부대 중 8개가 216대의 항공기와 함께 '계단식 작전'을 통해 유럽으로 날아갔다. 짧은 사거리 때문에, 60대의 F-104A가 11월 말에 유럽으로 공수되었는데, 그 중 151번째 FIS와 157번째 FIS였다. 3년 전 대만 위기 때와 마찬가지로, 스타파이터는 적 전투기와 직접적으로 교전하지 않았지만, 그 존재는 강력한 공중 우월 억제력을 제공했다. 연습 요격 시 매우 빠른 반응 시간과 모범적인 가속을 보여주었고, 극장의 모든 다른 전투기들보다 우수함을 입증했다. 위기는 1962년 여름에 끝났고 ANG 요원들은 미국으로 돌아왔지만, F-104의 탄탄한 성능은 ADC가 일부 F-104를 다음 해에 현역으로 복귀하도록 설득하는 데 도움이 되었다.

### 베트남 전쟁
F-104C는 다목적 전투기 및 전투기 폭격기로서 미국 공군 전술 항공 사령부(TAC)와 함께 임무를 시작했다. 1958년 9월 캘리포니아 조지 AFB에 있는 제479전술전투비행단(TFW)은 이 유형을 장착한 첫 번째 부대였다. 롤링 썬더 작전으로 시작된 스타파이터는 공중 우위 및 공중 지원 역할에 모두 사용되었다. 1965년 4월 19일, 제479TFW의 제476전술전투비행단(TFS)은 베트남 인민 공군(VPAF)이 비행하기 시작한 MiG-17, 특히 MiG-21로부터 미국의 F-105 썬더치프 전투기를 보호하는 데 도움을 주기 위해 다낭 AB에 도착했다. F-104는 또한 북베트남 해안에서 순찰하는 EC-121D 경고 스타 조기 경보 항공기의 장벽 전투 항공순찰대(BARCAP) 보호기로 광범위하게 배치되었다. F-104는 공중 전투에 거의 관여하지 않았고 분쟁 기간 동안 공대공 사망을 기록하지 않았지만 미그 요격기를 억제하는 데 성공적이었고 근접 지원 항공기만큼 잘 수행했다. 북베트남 국민은 F-104의 성능을 잘 알고 있었고 479 TFW의 조종사들은 미그가 고의로 그들과 교전하는 것을 피했다고 느꼈다. 25건의 미그 킬은 EC-121 빅아이 임무를 수행하는 전투기가 기록했으며 스타파이터 호위대는 그들의 안전을 보장하는 데 중요한 역할을 했다.
1965년 4월 첫 번째 F-104 배치 이후 12월까지 스타파이터들은 총 2,937대의 전투 유형을 비행했다. 이 유형으로 인해 1965년 4월부터 7월까지 배치된 제476 TFS에서 1대, 1965년 7월부터 10월까지 배치된 제436 전술전투비행단에서 4대 등 5대의 항공기가 손실되었다. 9월 20일에 발생한 한 사건은 필립 E. 스미스 선장이 중국 영공으로 이탈하여 중국 선양 J-6에 의해 격추되었을 때 3대의 F-104를 주장했다. 스미스의 실종된 제트기를 찾는 동안 2대가 공중에서 충돌했다. 1965년 10월부터 12월까지 제435 전술전투비행단의 첫 배치에서 손실은 보고되지 않았다.
제435전술전투비행단이 1966년 6월부터 1967년 8월까지 재배치되었을 때 스타파이터들은 베트남으로 돌아왔다. 이 기간 동안 F-104는 2,269개의 전투 유형을 추가로 비행하여 총 5,206개의 전투를 수행했다. 베트남에서 작전하는 F-104는 AN/APR-25/26 레이더 경보 수신기 장비와 함께 운용이 업그레이드되었다. 그러한 예 중 하나는 미시간주, 칼라마주의 에어 동물원에 전시되어 있다. 두 번째 배치 동안 총 14대의 F-104가 베트남에서 모든 원인에 의해 손실되어 추가로 9대의 항공기가 손실되었다. 1967년 7월 스타파이터 부대는 맥도넬 더글러스 F-4 팬텀 II로 전환했다.
1967년, 이 TAC 항공기들은 공군 주방위군으로 옮겨졌다.

## 운용국가
F-104는 다음 국가의 군대에 의해 운용되었다.
- 벨기에
- 캐나다
- 덴마크
- 독일
- 그리스
- 이탈리아
- 일본
- 요르단
- 네덜란드
- 노르웨이
- 파키스탄
- 대만
- 튀르키예
- 미국
- 스페인

2019년 현재 FAA 등록부에는 미국에서 개인 소유의 F-104 12대가 등록되어 있다. 플로리다의 민간 시범 팀인 Starfighters Inc.는 여러 명의 전직 이탈리아 공군 F-104 Starfighters를 운영하고 있다. 또 다른 5303(104633), 시민 등록부 N104JR은 애리조나의 개인 수집가가 소유하고 운영하고 있다.

## 제원(F-104G)
- 전장: 16.66m
- 전폭: 6.362m
- 전고: 4.09m
- 최대이륙중량: 13,170kg
- 최대속도: 마하 2
- 항속거리: 2,623km
- 작전고도: 15,000m
- 무장: M61 발간포 1문, 사이드와인더 미사일 등

## 같이 보기
- 록히드 U-2
- 미라주 3
- 미코얀-구레비치 MiG-21
- 수호이 Su-15